# Тинник прибрежный
Тинник прибрежный, или тинник береговой, или тинник речной (лат. Elaphrus riparius) — вид жуков-жужелиц из подсемейства тинников. Распространён в Европе, России, Казахстане, Монголии, Северной Корее и Японии, а также интродуцирован в северную Северную Америку.

## Описание
Длина тела имаго 6,5—8 мм. Голова, грудь, надкрылья — зелёные с металлическим отливом, но часто со слабым блеском. Верхняя сторона тела бронзово-зелёная. Усики и бёдра — зелёные, с металлическим отблеском. Вдавления на надкрыльях — фиолетовые со светло-серебристыми краями. Голени — красные, но у вершины тёмные и имеют металлический отблеск. Лапки — блестяще-зелёные, с металлическим оттенком.
Представители данного вида характеризуются следующими признаками:
- голова (считая глаза) шире переднеспинки; жвалы выставлены вперёд;
- переднеспинка квадратная, в грубой скульптуре; широчайшая точка переднеспинки посередине;
- посередине переднегруди имеются короткие стоячие волоски[4];
- на каждом из надкрылий расположены блестящие приподнятые поля — одни перед серединой, а другие меньшие расположены на продольных бороздках; на этих полях имеется разнообразная пунктировка и скульптура;
- между продольными полями располагаются крупные круглые вдавления;
- ноги длинные, бёдра в грубой микроскульптуре.

Взрослые тинники, как и многие другие представители семейства, издают стридуляционые звуки трением спинной стороной брюшка о жилки, расположенные на обратной стороне надкрылий.

## Экология
Тинники прибрежные обитают на торфянистой местности либо на открытых влажных почвах, а также на песчаных и гравийных прибрежных участках рек, озёр и стариц, где встречаются среди тростника и травянистых растений. Очень активные в солнечное время суток, когда активно бродят в поисках добычи и перелетают с места на место.
Жуки и личинки являются хищниками. Жуки охотятся на беспозвоночных разного размера. Их часто можно наблюдать в компании с другими представителями своего рода, например с медными тинниками (Elaphrus cupreus), и другими жужелицам.